# Gabrielle Bell

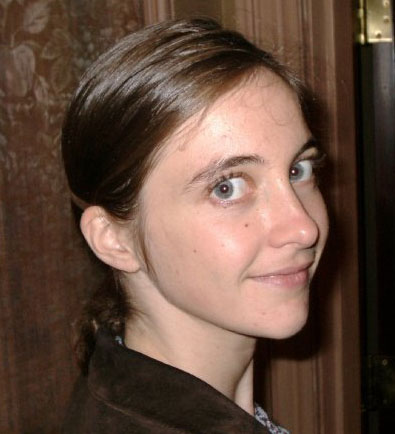
Gabrielle Bell auf der Small Press Expo 2004

Gabrielle Bell (* 24. März 1976 in London) ist eine britisch-amerikanische Comic-Künstlerin.

## Leben und Werk
Gabrielle Bell wurde am 24. März 1976 in London geboren. Ihre US-amerikanische Mutter trennte sich von ihrem britischen Vater, als Bell zwei Jahre alt war. Die Mutter siedelte mit Bell und ihrem Bruder nach Detroit um, wo sie zunächst bei ihren Großeltern unterkamen. Bell lebte mit Mutter und Bruder anschließend für kurze Zeit in Ann Arbor, bevor sie im Alter von fünf Jahren gemeinsam mit dem Stiefvater nach Kalifornien umzogen. Hier wuchs Bell in einer abgelegenen, ländlichen Gegend auf und verbrachte viel Zeit mit Lesen, Streifzügen durch die Wälder und dem Erfinden eigener Geschichten. Als Jugendliche nahm sie an einem Programm der Humboldt State University für einkommensschwache und gefährdete Schüler teil. Der Unterricht behandelte unter anderem William Shakespeare und Textkomposition; im Anschluss entstand bei Bell der Wunsch, als Autorin tätig zu werden. Mit siebzehn verließ sie ihr Elternhaus und reiste zunächst durch Europa. Nach ihrer Rückkehr in die Vereinigten Staaten ließ sie sich in San Francisco nieder und nahm Kunstunterricht an einem Community College. 2001 zog sie nach New York um.
Zwischen ungefähr 1998 und 2002 veröffentlichte Bell ihre Reihe Book of… im Selbstverlag. In dieser Zeit entstand jährlich ein kurzer Comic mit jeweils 32 Seiten Umfang, darunter etwa Book of Insomnia, Book of Sleep und Book of Ordinary Things. Das im Jahr 2003 bei Alternative Comics erschienene Album When I’m Old And Other Stories enthält neben exklusiven Kurz-Comics auch einige der Book of… Episoden.
2003 startete Bell ihre autobiografisch geprägte Publikation Lucky, ebenfalls im Selbstverlag. Ihre Alltagsgeschichten thematisieren beispielsweise baufällige Mietwohnungen, schlecht bezahlte Nebenjobs, mit denen sie sich finanziell über Wasser halten muss, Yoga-Kurse oder künstlerischen Frust. Die Geschichten spielen zu einem großen Teil in New York, zeigen aber auch Erlebnisse in Los Angeles, Oakland oder Seattle. In den Jahren 2006 bis 2008 brachte Drawn and Quarterly jeweils einen Sammelband mit Episoden von Lucky heraus.
Im Jahr 2008 war Bell Jurymitglied des Ignatz Award. Im selben Jahr wurde der Episodenfilm Tokyo! fertiggestellt: Bell hatte gemeinsam mit Michel Gondry das Drehbuch zu Interior Design geschrieben, basierend auf ihrer Story Cecil and Jordan in New York, welche von Brooklyn nach Tokio versetzt worden war.
Von 2006 bis 2011 steuerte die Comic-Künstlerin regelmäßig Beiträge zur vierteljährlichen Comic-Anthologie Mome von Fantagraphics Books bei. Darunter finden sich zum Beispiel die Kurz-Comics Mike’s Café (Mome #3, Winter 2006) und Why Girls Love Horses (Mome #7, Frühling 2007).
Ihr erstes autobiografisches Werk mit größerem Umfang stellt The Voyeurs aus dem Jahr 2012 bei Uncivilized Books dar. Bell setzt sich darin mit ihrer Beziehung zu dem französischen Regisseur und Drehbuchautor Michel Gondry auseinander. Auf einer Reise nach Japan wird ihr klar, wie stark sie sich in der Beziehung als Frau und Künstlerin zurückhält.
Mit Everything is Flammable präsentierte Bell ihre zweite umfangreiche Comic-Autobiografie, die 2017 ebenfalls bei Uncivilized Books erschien. Bell kehrt darin von New York in ihre Heimat im ländlichen Kalifornien zurück, nachdem das Haus ihrer Mutter durch ein Feuer zerstört wurde. Während sie ihre Mutter dabei unterstützt, eine neue Bleibe zu finden und einzurichten, reflektiert Bell eigene Probleme, wie etwa finanzielle Schwierigkeiten und Angst, aber auch ihre Kindheit und die schwache Beziehung zu ihrer psychisch kranken Mutter.

## Veröffentlichungen (Auswahl)
- When I’m Old And Other Stories. Kurzgeschichten, Alternative Comics 2003, ISBN 978-1-891867-43-9.
- Lucky. Drawn and Quarterly 2006, ISBN 978-1-897299-01-2.
- Lucky Volume 2 #1. Drawn and Quarterly 2007, ISBN 978-1-897299-33-3.
- Lucky Volume 2 #2. Drawn and Quarterly 2008, ISBN 978-1-897299-62-3.
- Cecil and Jordan in New York. Kurzgeschichten, Drawn and Quarterly 2008, ISBN 978-1-897299-57-9.
- The Voyeurs. Uncivilized Books 2012, ISBN 978-0-9846814-0-2.
  - Die Voyeure. Walde + Graf bei Metrolit 2013, ISBN 978-3-8493-0072-2.
- Truth is Fragmentary: Travelogues & Diaries. Uncivilized Books 2014, ISBN 978-0-9889014-5-2.
- Everything is Flammable. Uncivilized Books 2017, ISBN 978-1-941250-18-1.

## Auszeichnungen
Sowohl 2004 als auch 2007 wurde Bell jeweils mit einem Ignatz Award ausgezeichnet. Den ersten Preis erhielt sie für Lucky No. 3 (Selbstverlag) in der Kategorie „Outstanding Minicomic“, den zweiten für ihren Kurz-Comic Felix (Drawn & Quarterly Showcase Vol. 4) in der Gattung „Outstanding Story“.

## Ausstellungen
Im Mai 2021 startete die vom Comic-Salon Erlangen ausgerichtete Wanderausstellung „Vorbilder*innen – Feminismus in Comic und Illustration“. Die Ausstellung präsentierte 29 Comic-Künstlerinnen in acht Themenbereichen, darunter Gabrielle Bell mit ihrer Veröffentlichung The Voyeurs. Der Comic wurde im Themenbereich „Autobiografie“ gezeigt. Bis Juni 2022 war die Ausstellung an vier Orten zu sehen, zuletzt beim 20. Comic-Salon in Erlangen.